# Jadwiga Malinowska
Jadwiga Malinowska (ur. 9 kwietnia 1942 w Sielcu) – polska iglarka, poseł na Sejm PRL VII kadencji.

## Życiorys
Uzyskała wykształcenie podstawowe. Pracowała jako iglarka w Przędzalni Czesankowej „Vigoprim” w Łodzi. W 1961 wstąpiła do Polskiej Zjednoczonej Partii Robotniczej. Była członkiem jej Komitetu Zakładowego i Komitetu Dzielnicowego Łódź-Polesie. W 1976 uzyskała mandat posła na Sejm PRL w okręgu Łódź-Bałuty. Zasiadała w Komisji Pracy i Spraw Socjalnych oraz w Komisji Przemysłu Lekkiego.